# Coppa Agostoni 2018
La Coppa Agostoni 2018, settantaduesima edizione della corsa e valevole come evento dell'UCI Europe Tour 2018 e della Ciclismo Cup 2018 categoria 1.1, si svolse il 15 settembre 2018 su un percorso di 199,9 km, con partenza e arrivo a Lissone, in Italia. La vittoria fu appannaggio dell'italiano Gianni Moscon, il quale completò il percorso in 4h49'33", precedendo l'estone Rein Taaramäe e il connazionale Enrico Gasparotto.
Sul traguardo di Lissone 44 ciclisti, su 171 partenti dalla medesima località, portarono a termine la competizione.

## Squadre e corridori partecipanti
| N.      | Cod. | Squadra                       |
| ------- | ---- | ----------------------------- |
| 1-7     | ITA  | Italia                        |
| 11-17   | UAD  | UAE Team Emirates             |
| 21-27   | ALM  | AG2R La Mondiale              |
| 31-37   | SKY  | Team Sky                      |
| 41-47   | TBM  | Bahrain-Merida                |
| 51-57   | GAZ  | Gazprom-RusVelo               |
| 61-67   | TDE  | Direct Énergie                |
| 71-77   | WIL  | Wilier Triestina-Selle Italia |
| 81-87   | ANS  | Androni Giocattoli-Sidermec   |
| 91-97   | WVA  | WB Aqua Protect Veranclassic  |
| 101-107 | ICA  | Israel Cycling Academy        |
| 111-117 | CJR  | Caja Rural-Seguros RGA        |
| 121-127 | DMP  | Delko Marseille Provence KTM  |

| N.      | Cod. | Squadra                         |
| ------- | ---- | ------------------------------- |
| 131-137 | FST  | Team Fortuneo-Samsic            |
| 141-147 | NIP  | Nippo-Vini Fantini-Europa Ovini |
| 151-157 | BRD  | Bardiani CSF                    |
| 161-167 | CCC  | CCC Sprandi Polkowice           |
| 171-177 | CHE  | Svizzera                        |
| 181-187 | MST  | MsTina Focus                    |
| 191-197 | VOL  | Team Vorarlberg Santic          |
| 201-206 | PLK  | Polartec Kometa                 |
| 211-216 | LOK  | Lokosphinx                      |
| 221-227 | AMO  | Amore & Vita-Prodir             |
| 231-237 | SMV  | Sangemini-Mg.K Vis-Vega         |
| 241-247 | DDC  | Dimension Data for Qhubeka      |

## Ordine d'arrivo (Top 10)
| Pos. | Corridore         | Squadra        | Tempo    |
| ---- | ----------------- | -------------- | -------- |
| 1    | Gianni Moscon     | Team Sky       | 4h49'33" |
| 2    | Rein Taaramäe     | Direct Énergie | a 1"     |
| 3    | Enrico Gasparotto | Bahrain-Merida | a 23"    |
| 4    | Luca Wackermann   | Bardiani CSF   | a 24"    |
| 5    | Pierpaolo Ficara  | Amore & Vita   | a 30"    |
| 6    | Davide Orrico     | Vorarlberg     | s.t.     |
| 7    | Anthony Delaplace | Fortuneo       | a 32"    |
| 8    | Marc Hirschi      | Svizzera       | a 34"    |
| 9    | Ivan Rovnyj       | Gazprom        | a 54"    |
| 10   | Francesco Gavazzi | Androni        | s.t.     |